# SS Pasteur (1938)
SS Pasteur je bila turbinska potniška prekooceanska ladja, zgrajena za francosko družbo Compagnie de Navigation Sud-Atlantique. Pozneje je bila ladja pod imenom Bremen najeta za nemško družbo Llyod. V svoji 41 letni karieri je ladja plula pod štirimi imeni in šestimi državnimi zastavami.

## Gradnja ladje
Leta 1936 se je francoska ladijska družba Compagnie de Navigation Sud-Atlantique odločila, da bo naročila novo ladjo za prevoz potnikov in tovora na njihovih južnoatlantskih poteh. Njihov glavni tekmec je bila nemška linijska ladja Cap Arcona, ki je bila v lasti družbe Hamburg Südamerikanische Dampfschifffahrts-Gesellschaft. 
Gradnja ladje Pasteur se je začela v začetku leta 1938 v ladjedelnici Chantiers de l'Atlantique v Saint-Nazaireu. Splovljena je bila 15. februarja istega leta, krstil pa jo je znanstvenik Louis Pasteur, po katerem je bila ladja poimenovana. Zaradi manjšega požara, ki je izbruhnil med opremljanjem marca 1939, je bila ladja dokončno opremljena šele avgusta 1939, tik pred začetkom druge svetovne vojne. 
Pasteur je izpodrinil 29.253 ton, dolg je bil 212,4 m in širok 26,8 m. Ladja je imela 11 palub in imela je veliko prostora za natovarjanje tovora. Sprejela je lahko 751 potnikov. Ladja bi lahko dosegla hitrost približno 26 vozlov, vendar je bila njena običajna delovna hitrost okoli 22 vozlov. Njen ugrez je bil 9,3 m, imela pa je štiri propelerje.

## Zgodovina
Ob začetku druge svetovne vojne je bil Pasteur privezan v pristanišču v Saint-Nazaireu v Franciji. Leta 1940 so ji naročili, da prevaža 200 ton zlatih rezerv iz Bresta v Franciji do Halifaxa na Novi Škotski. Njena uradna krstna plovba od Bordeauxa do Buenos Airesa je bila zaradi začetka vojne preklicana. Po vstopu Francije v vojno proti Nemčiji je ladjo prevzela vlada Velike Britanije in jo dala v uporabo družbe Cunard White Star. Uporabljena je bila kot vojaška ladja, pozneje pa tudi, kot bolniška ladja na poti med Kanado, Južno Afriko, Avstralijo in Južno Ameriko, na kateri je prevažala okoli 300.000 vojakov. Pasteur se je preimenoval v HMTS Pasteur. 

### Druga svetovna vojna
Zaradi svoje hitrosti in izkušene posadke se je Pasteur izognil vsem napadom nemških U-podmornic. Med vojno so ladji spremenili videz, da bi bila težje opažena iz zraka. Pobarvali in potemnili so ji okna in nadgradnjo, da bi ji zagotovili večjo varnost. Ladja je odplula iz Glasgowa v Halifax z veliko množico vojakov, vključno s častniki, ki so oktobra 1941 organizirali prevoz 20.000 britanskih vojakov v Kanado in v Tihi ocean do Singapurja. V severna vojna taborišča je ladja odpeljala skoraj 2000 nemških ujetnikov. Poleg tega je prevažala ujetnike iz Sueza v Egiptu v Južno Afriko. Leta 1943 je ladja obiskala Freetown, Cape Town, Durban, Aden in Port Tewfik, nato pa odplula nazaj v Clyde in v Halifax. V bitko pri Alameinu je pripeljala 10.000 vojakov britanskega 8. armadnega korpusa in 5.000 vojakov 1. korpusa ZDA. Skupaj je ladja pripeljala 220.000 vojakov in 30.000 ranjenih, med vojno pa je preplula 370.669 milj.

### Povojna kariera
Po vojni je Pasteur kratek čas služil za prevoz kanadskih in ameriških vojakov nazaj v severno Ameriko. Oktobra 1945 se je ladja vrnila v Francijo k svojim lastnikom, kjer je bila v začetku januarja 1946 vrnjena nazaj v družbo Cie Sudatlantique. Po vrniti je Pasteur znova služil za prevoz vojakov nazaj domov. Pasteur je odpeljal francoske vojake v Vietnam, nato pa v Alžirijo med leti 1954 in 1957. Ladja je bila nagrajena v najvišjo francosko čast, Croix de Guerre. Februarja 1950 je opravila eno plovbo s 4000 nizozemskih vojaki iz Indonezije na Nizozemsko.

### Priljubljenost s strani severnonemške družbe Llyod
Pasteur je bil prodan v Toulonu leta 1956 in nato v Brestu leta 1957. Med plovbo v Suezkem kanalu je bila ladja septembra 1956 ponovno naročena, skupaj z drugimi potniškimi in vojaškimi ladjami za vojaški prevoz. Medtem, ko je decembra 1956 plula v pristanišče Port Said, je bilo na krovu veliko francoskih vojakov. Ob koncu vojne je bil Pasteur ena zadnjih zavezniških ladij, ki je zadnjič izplula iz Port Said. Septembra 1957 je bila ladja prodana severnonemškemi družbi Lloyd za 30 milijonov DM. Prenos lastništva iz Bresta na Bremerhaven se je zgodil septembra 1957. 

### Preimenovanje
Potem ko je ladjo leta 1957 prevzela severnonemška družba Lloyd se je Pasteur preimenoval TS Bremen, ladjo pa so v Bremerju Vulkan v Bremenu obnovili za približno 65 milijonov DM. Njena tonaža se je povečala na 32.336 GRT. Prejela je nove moderne kotle in štiri parne turbine z največjo močjo 60.000 KM, kar je zagotavljalo največjo hitrost 26 vozlov. Ekonomična moč 53.500 KM je dosegla uporabno hitrost 23 vozlov. Trije 1375 KVA generatorji so dosegli 6.600 kilovatov. Ena zelo opazna sprememba je bil nov dimnik v obliki kapljice, ki je bil malo bolj drugačen v sorazmerju z ladjo kot originalni visok dimnik. Za večje udobje sta bila vgrajena dva 4,5 m stabilizatorja. Junija 1959 je ladja opravila nova testiranja na morju. 

### Nemška služba
9. julija 1959 je bila ladja premeščena na pot Bremerhaven - Southampton - Cherbourg - New York. Leta 1960 je Bremen prepeljal približno 28.000 potnikov čez Atlantik iz Evrope v ZDA in nazaj. Od leta 1960 so Bremen uporabljali tudi za križarjenje po Karibih in Južni Ameriki. Med njenim obnavljanjem 1965–66 v popravni ladjedelnici severnonemškega Lloyda je bil dodan nov zadnji del premca v obliki čebule. Leta 1970 se je NDL združila s podjetjem Hamburg America Line in ustanovila veliko ladjarsko družbo Hapag Lloyd. Septembra 1971 je ladja končala svoje zadnje potovanje v New York. Oktobra 1971 je bil Bremen prodan grškemu ladjarskemu podjetju Chandris Cruises za 40 milijonov DM za 175 atlantske plovbe in 117 križarjenja za NDL. Prodaja je bila zaključena januarja 1972.

### Zadnja služba in potopitev
Po ponovni zamenjavi lastništva se je TS Bremen preimenoval TSS Regina. Njena tonaža se je spremenila na 23.801 ton in postala vodiona ladja družbe Chandris Cruises in začela opravljati svojo pomorsko službo v Sredozemskem morju. 19. maja 1972 je prvič izplula iz Limassola in odpeljala potnike s Cipra v Bejrut, Haifo, Heraklion, Pirej, Katakolon, Krf, Dubrovnik in Benetke. Regina je vsaka dva tedna še naprej redno plula iz Limassola in njena potovanja so med potniki postala izjemno priljubljena.
Po svetu je ladja plula do leta 1974, ko so jo zaradi velikih stroškov goriva in izgube izseljevanja potnikov v Avstralijo, privezali v Pireju. 
Ladja je bila leta 1977 prodana arabski družbi Philipps Singapore Ports Corporation in Regina se je preimenovala Saudiphil I. 1. novembra 1977 je priplula v Džedo, da bi jo uporabili kot namestitveno ladjo za filipinske delavce v Savdski Arabiji.
Leta 1980 je bila ladja prodana družbi Philsimport International v Hong Kongu, Saudiphil l. pa se je preimenoval Filipinas Saudi l. Medtem, ko je ladjo istega leta panamski vlačilec Sumatra vlekel v Tajvan Kaohsiung, je Filipinas Saudi I. zadel v veliko čer. Ladja se je zaradi močnega vdora vode prevrnila na svoj levi bok tako, da je s krmo zadela morsko dno in nato navpično v celoti potonila v Indijskem oceanu.  

## Posadka in potniki
TS Bremen je imel skupno na krovu 545 članov posadke. Ladja je lahko sprejela približno 1.150 potnikov, 216 v prvem razredu in 934 v turističnem razredu.

## Uradne številke in kodne črke
Uradne številke so bile predhodnica številk IMO. Pasteur je imel uradno številko Združenega kraljestva 166305 in uporabljal je kodne črke FNDC do leta 1940 in GNDW od 1940 do 1946.